# Дзимпати Мисима
Дзимпати Мисима (яп. 三島 仁八 Мисима Дзимпати) — вымышленный персонаж из серии видеоигр в жанре файтинг Tekken. Он дебютировал в Tekken 5 в качестве главного антагониста и неиграбельного и финального босса. Несмотря на возможность игры за него в Tekken 5: Dark Resurrection в версии для PlayStation 3 (хотя и в качестве бонуса), он становится полностью доступным для игры в Tekken Tag Tournament 2. По сюжету, легендарный мастер боевых искусств Дзимпати основал Мисима Дзайбацу за несколько лет до событий игровой серии. Впоследствии он был низложен своим сыном Хэйхати и умер несколько лет спустя, однако затем был воскрешён злым духом, на некоторое время восстановив контроль над Дзайбацу во время отсутствия Хэйхати в Tekken 5.

## Появления

### В видеоиграх
Дзимпати Мисима был оригинальным основателем Мисима Дзайбацу и отцом Хэйхати, свёкром Кадзуми, дедушкой по отцовской линии Кадзуи и Ларса Александерссона, приёмным дедом Ли Чаолана и прадедом Дзина Кадзамы. В отличие от других представителей рода Мисима (которые были безжалостными и одержимыми властью), Дзимпати был человеком чести и мудрости, поскольку он проявил милосердие к своему внуку Кадзуе, когда последний был ребёнком (это, возможно, ещё одна причина, по которой Хэйхати так ненавидел отца) и был другом Вана Цзиньжэя. Тем не менее, жизнь Дзимпати изменилась в худшую сторону, когда Хэйхати узурпировал власть в Мисима Дзайбацу. Дзимпати попытался вернуть компанию, но потерпел неудачу и был заключен в тюрьму под храмом, находящимся на горе Хон-Мару. Он умер из-за голода в какой-то момент до событий первой части Tekken. До его официального появления Дзимпати неоднократно упоминался в предыдущих играх серии, поскольку его друг Ван принял участие во втором турнире «Король Железного Кулака», а его надгробие было также показано в концовке Вана в Tekken 2. В Tekken 5, будучи воскрешённым и взятым под контроль духом мщения, который также предоставил ему невероятные сверхъестественные силы, Дзимпати вырвался из Хон-Мару, когда его часть была разрушена во время битвы между Хэйхати, Кадзуей и армией роботов Джек-4, посланных убить Хэйхати. Узнав о смерти сына, Дзимпати вернул контроль над Мисима Дзайбацу и организовал пятый турнир «Король Железного Кулака», в надежде, что кому-то удастся остановить его, прежде чем дух окончательно захватит контроль над его телом, а также написал письмо Вану с просьбой принять участие в турнире и положить конец проклятому роду Мисима. В финале турнира Дзимпати встретился со своим правнуком, Дзином Кадзамой, который победил его, благодаря чему Дзимпати наконец обрёл покой. Несмотря на отсутствие Дзимпати в следующих играх, он был кратко упомянут в прологе Tekken 6 режима «Кампания», в котором пересказывались события предыдущих игр в стиле комиксов, а также упоминался в прологах и эпилогах нескольких персонажей, таких как Дзин и Ван.
Он вернулся в Tekken Tag Tournament 2 в качестве играбельного персонажа и одного из суб-боссов 7 уровня, наряду с Хэйхати. Он повторил свою роль как одного из неиграбельных суб-боссов 7-го этапа в Tekken Revolution. В Street Fighter X Tekken, Дхалсим носит одежду, похожую на ту, что носил Дзимпати.

### Дизайн персонажа
Дзимпати — высокий, мускулистый старик с длинной бородой и волосами, похожими на волосы его сына, Хэйхати, но более длинными. Он является одним из самых старых персонажей серии Tekken, пребывая примерно в том же возрасте, что и его друг, Ван Цзиньжэй, которому было около 102 лет в Tekken 5, игре, где дебютировал Дзимпати. Он носит большое золотое ожерелье, пару золотых браслетов на руках и ногах и плащ. В дьявольской форме в Tekken 5 тело Дзимпати окутывает фиолетовая аура, а сам он немного вырастает в длину, в то время как его кожа приобретает тёмно-фиолетовый оттенок, глаза желтеют, а ожерелье и браслеты спадают. Также у него образуются шипы на локтях, пара выступов на спине и большой рот на животе, которым он формирует огненные шары. В его альтернативной демонической форме в Tekken 5: Dark Resurrection, вместо фиолетовой ауры и кожи тело Дзимпати окружает пылающий покров, кожа становится тёмно-коричневой с жёлтыми узорами, а из его тела образуется лавоподобное вещество. Хотя у него по-прежнему остаются шипы и рот от его первоначальной демонической формы, лицо становится практически неузнаваемым, а сам он теряет свою бороду и волосы в обмен на пылающий шип, тогда как его глаза приобретают огненно-белый оттенок и начинают светиться.

### Геймплей
Игровой процесс за Дзимпати напоминает геймплей за других представителей рода Мисима, который включает в себя множество быстрых атак и комбо. Он разделяет многие движения с Хэйхати и Кадзуей, в том числе фирменный «Electric Wind God Fist», однако его исполнение нескольких приёмов варьируется, причём отличия иногда могут быть значительны. В своём неиграбельном появлении в Tekken 5 Дзимпати использует множество неблокируемых атак, одна из которых — атака огненным шаром, которым Дзимпати выстреливает из полости в своём животе. Огненный шар имеет очень большой диапазон действия и отнимает больше половины здоровья игрока, из-за чего лучший способ противодействия ему - избежать попадания, например, обойти шар стороной, хотя от него можно уклониться другими средствами в зависимости от персонажа, например, с помощью сальто Сяоюй или уклонения Стива. Другим его неблокируемым движением является способность сковывать движения оппонента, поражающая противника на любом расстоянии, независимо от его нахождения на земле или в воздухе. Этот ход оставляет противника открытым для любой последующей атаки Дзимпати. Кроме того, он использует приём, позволяющий ему поглотить небольшую часть здоровья своего оппонента, а также телепортацию. В Tekken 5: Dark Resurrection он значительно медленней и слабее и имеет в арсенале небольшое количество приёмов.
В Tekken Tag Tournament 2, боевой арсенал Дзимпати претерпел значительные изменения, чтобы сбалансировать его как играбельного персонажа. Он потерял многие из своих неблокируемых движений, таких как оглушающая атака и поглощение здоровья, а его огненные шары стали наносить гораздо меньше урона, чем раньше. Тем не менее, он получил множество новых приёмов, включая улучшенную версию телепортации и способность левитировать.

### В других медиа
Несмотря на отсутствие Дзимпати в фильме «Теккен» 2009 года, он упоминается (хотя и не по имени) как заключенный в тюрьму и убитый Хэйхати (который имел подобную личность в этом фильме) за многие годы до событий фильма.

## Отзывы и мнения
Nintendo Power назвал Дзимпати обладателем одних из лучших усов в видеоиграх. В 2010 году Complex поместил Дзимпати на 37-е место среди «худших боссов в видеоиграх», прокомментировав: «Его атаки наносили огромный урон, а его движение были быстрее большинства ударов — поэтому мы не могли разблокировать его как играбельного персонажа честным путём». В 2012 году Рич Найт из Complex поместил рот на животе Дзимпати на 6-е место в списке «безумных моментов в серии Tekken». GamesRadar назвал бой между Дзимпати Мисимой и Гокэном одним из «12 самых ожидаемых в предстоящем Street Fighter X Tekken», добавляя: «Устроим разборки в доме престарелых!». VentureBeat поместил Дзимпати на 2-е место в «Топ 5 боссов видеоигр», прокомментировав: «Он владеет неблокируемым огненным шаром, который отнимает половину ваших жизней, наряду с телепортом, оглушающими толчками и медвежьим объятием, которые предоставляют ему много способов наказать заигрывание кнопками». Den of Geek назвал Дзимпати «20-м величайшим персонажем Tekken», добавляя: «будучи боссом в чистом виде, никто другой не заставляет так опасаться за жизнь, как этот демонический разрушитель миров».